# Vitim (Sajá)
Vitim (en ruso Витим) es un asentamiento urbano ubicado al suroeste de la República de Sajá ―que forma parte de la Federación Rusa―, muy cerca del óblast de Irkutsk, en el lugar donde confluyen los ríos Vitim y Lena, a 229 km de la ciudad de Lensk.
Su población en el año 2010 era de 4300 habitantes.
Se encuentra 4243 km (a vuelo de pájaro) al noreste de Moscú.
No hay carreteras importantes hasta este pueblo: se puede acceder a través del aeródromo y del río Vitim.

## Historia

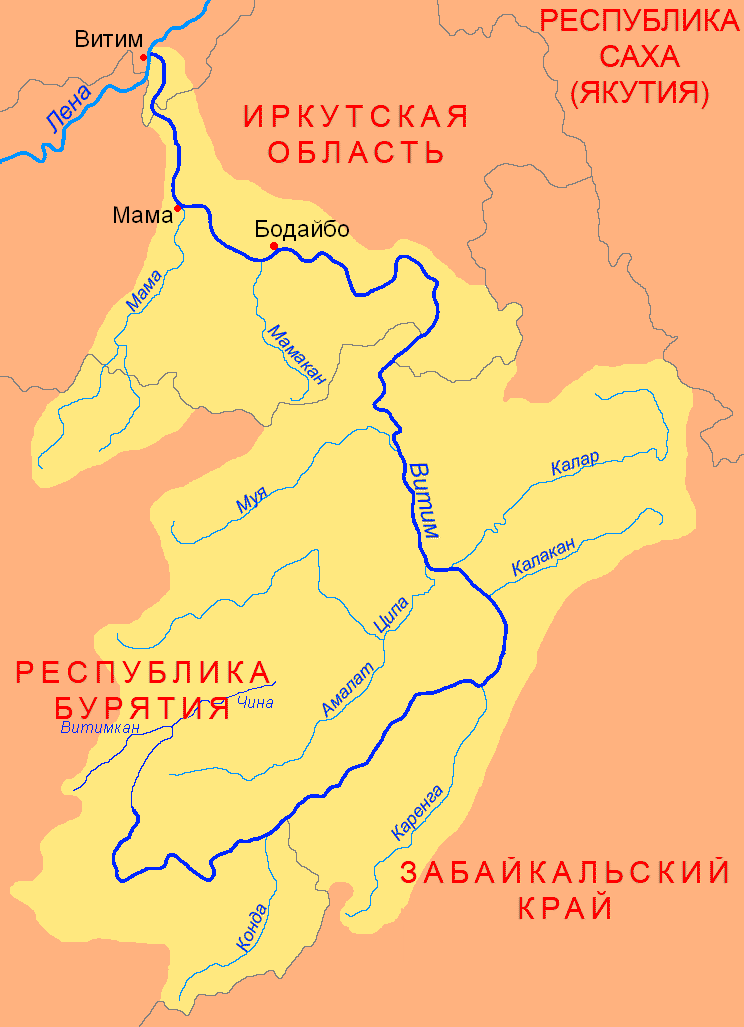
Mapa en ruso del río Vitim en el que aparece arriba a la izquierda la localidad de Vitim.

Fue por primera vez mencionado en el siglo XVII como una fortaleza de invierno y, posteriormente, como asentamiento comercial, y de pescadores, cazadores y manufactureros.
Durante la época del Imperio ruso sirvió como lugar de exilio político para revolucionarios antizaristas. El escritor H. Leivick (1888‑1962)
estuvo exiliado aquí entre 1912 y 1913.
El 20 de julio de 1977, el vuelo B‑2 de la empresa soviética Aeroflot se estrelló después de despegar del aeródromo de Vitim. Murieron 39 personas.
El 24 de septiembre de 2002 a las 16:50 (UTC) en la taiga próxima al río Vitim, 136 km al sursureste de Vitim, sucedió el evento de Vitim, una explosión de entre 0.5 y 5 kilotones posiblemente provocada por la caída de un cometa.

## Clima
| Parámetros climáticos promedio de Vitim | Parámetros climáticos promedio de Vitim | Parámetros climáticos promedio de Vitim | Parámetros climáticos promedio de Vitim | Parámetros climáticos promedio de Vitim | Parámetros climáticos promedio de Vitim | Parámetros climáticos promedio de Vitim | Parámetros climáticos promedio de Vitim | Parámetros climáticos promedio de Vitim | Parámetros climáticos promedio de Vitim | Parámetros climáticos promedio de Vitim | Parámetros climáticos promedio de Vitim | Parámetros climáticos promedio de Vitim | Parámetros climáticos promedio de Vitim |
| Mes                                     | Ene.                                    | Feb.                                    | Mar.                                    | Abr.                                    | May.                                    | Jun.                                    | Jul.                                    | Ago.                                    | Sep.                                    | Oct.                                    | Nov.                                    | Dic.                                    | Anual                                   |
| --------------------------------------- | --------------------------------------- | --------------------------------------- | --------------------------------------- | --------------------------------------- | --------------------------------------- | --------------------------------------- | --------------------------------------- | --------------------------------------- | --------------------------------------- | --------------------------------------- | --------------------------------------- | --------------------------------------- | --------------------------------------- |
| Temp. máx. abs. (°C)                    | 2.9                                     | 3.6                                     | 11.9                                    | 20.7                                    | 32.9                                    | 36.8                                    | 36.6                                    | 36.3                                    | 28.9                                    | 19.9                                    | 7.7                                     | 4.6                                     | '                                       |
| Temp. máx. media (°C)                   | -23.8                                   | -18.6                                   | -6.3                                    | 3.8                                     | 13.0                                    | 22.1                                    | 25.2                                    | 21.3                                    | 12.4                                    | 1.0                                     | -13.4                                   | -22.3                                   | 1.2                                     |
| Temp. media (°C)                        | -28.8                                   | -25.7                                   | -15.3                                   | -3.4                                    | 6.2                                     | 14.6                                    | 18.1                                    | 14.6                                    | 6.4                                     | -3.4                                    | -18.2                                   | -26.9                                   | -5.2                                    |
| Temp. mín. media (°C)                   | -34.1                                   | -32.2                                   | -23.7                                   | -10.6                                   | -0.6                                    | 7.4                                     | 11.5                                    | 8.8                                     | 1.8                                     | -7.3                                    | -23.3                                   | -32.1                                   | -11.2                                   |
| Temp. mín. abs. (°C)                    | -60.2                                   | -57.6                                   | -51.5                                   | -40.9                                   | -22.1                                   | -6.4                                    | -1.3                                    | -4.9                                    | -12.3                                   | -34.6                                   | -50.6                                   | -61.2                                   | '                                       |
| Precipitación total (mm)                | 26.9                                    | 17.8                                    | 14.3                                    | 16.7                                    | 33.7                                    | 51.9                                    | 56.6                                    | 60.3                                    | 45.7                                    | 41.1                                    | 38.8                                    | 31.9                                    | 435.7                                   |
| Días de precipitaciones (≥ 0.1 mm)      | 22.8                                    | 22.6                                    | 17.6                                    | 14.5                                    | 14.9                                    | 12.1                                    | 10.5                                    | 13.9                                    | 17.3                                    | 24.3                                    | 26.0                                    | 25.0                                    | 221.5                                   |
| Horas de sol                            | 54.3                                    | 105.0                                   | 175.2                                   | 210.0                                   | 252.7                                   | 291.0                                   | 291.4                                   | 221.7                                   | 135.0                                   | 85.3                                    | 63.0                                    | 34.1                                    | 1918.7                                  |
| Humedad relativa (%)                    | 76.4                                    | 75.5                                    | 70.8                                    | 65.1                                    | 62.4                                    | 66.3                                    | 70.9                                    | 77.1                                    | 78.0                                    | 79.2                                    | 78.6                                    | 76.2                                    | 73                                      |
| Fuente: climatebase.ru (1948-2011)      |                                         |                                         |                                         |                                         |                                         |                                         |                                         |                                         |                                         |                                         |                                         |                                         |                                         |